# Serdab
En serdab (Arabisk for "kælder") er en konstruktion fra Det gamle Egypten, der var et kammer for Ka statuer af en afdød farao. Serdaber blev benyttet under Det gamle kongerige. En serdab er et lukket kammer med en smal sprække eller hul, der lod den afdødes sjæl bevæge sig frit.
Disse huller lukker også lugten af ofringer ind til den afdødes statue.